# Dance Central Spotlight
Dance Central Spotlight é um jogo de dança desenvolvido e publicado por Harmonix. Lançado exclusivamente para Xbox One em 2 de Setembro de 2014, sucedendo Dance Central 3 a versão final da franquia para Xbox 360.
Apesar de manter a jogabilidade da série Dance Central, Spotlight aproveita principalmente melhorias para a capacidade de detecção de movimento de sensor Kinect no Xbox One, e o lançamento regular de canções recentes como conteúdo para download.

## Jogabilidade
Da mesma forma que nas versões anteriores da franquia, os jogadores precisam espelhar os dançarinos, conforme as instruções dos "Cartões de passos", indicando o movimento específico na rotina. Os jogadores são julgados e pontuados na precisão da sua performance. Cada canção inclui 8 rotinas, incluindo 4 níveis de dificuldade padrão da rotina, juntamente com 2 rotinas fitness e 2 rotinas "alternadas".
Os modos do "Spotlight" focam principalmente na jogabilidade da franquia, com uma oferta simplificada dos modos padrão e fitness, e não há um modo história ou qualquer outro minigame. O modo "Praticar" foi revisado para usar uma abordagem "sob demanda", em vez da abordade "regimentada" usado pelos anteriores jogos "Dance Central": os jogadores podem ir para o modo de treinamento durante o jogo usando um comando de voz. Uma vez ativado, o jogador pode praticar a parte relevante, desacelerar a rotina, e ir para diferentes partes da canção. Quando o jogador sai do treinamento, a canção continua de onde foi deixada.

## Desenvolvimento e lançamento
Dance Central Spotlight foi revelado na E3 2014. A jogabilidade geral de  Spotlight  foi reforçada pela maior capacidade do sensor Kinect do Xbox One, que tem uma câmera de maior resolução e melhor reconhecimento de gestos do que a versão Xbox 360. No total, o jogo pode reconhecer 7.000 diferentes movimentos de dança. Ele também brincou com a presença de rotinas alternativas mais difíceis para canções individuais, especialmente criadas para jogadores experientes. 
O co-fundador da Harmonix, Alex Rigopulos, sentiu que, apesar da remoção do Kinect da distribuição principal do Xbox One ter sido um "choque", o agrupamento do Kinect com o Xbox One no lançamento não influenciou o desenvolvimento do "Spotlight" de qualquer maneira.
Ao contrário dos jogos anteriores da franquia, Spotlight  coloca uma forte ênfase no conteúdo para download e a capacidade para que os jogadores comprem músicas como um cardápio, no estilo À la carte; O diretor Matthew Nordhaus observou que devido a melhorias na tecnologia de captura de movimento e a necessidade de realizar menos teste de garantia da qualidade por causa da precisão do Kinect melhorado (observando especificamente a necessidade de fazer grandes níveis de afinação para a detecção da mão da versão Xbox 360), a equipe da Harmonix agora era capaz de produzir novas rotinas para o jogo em questão de "dias" em vez de meses. Enfatizando que os jogadores queriam ter acesso mais rápido no jogo para músicas recentemente lançadas, Nordhaus afirmou que Harmonix agora seria capaz de lançar novas músicas como DLC enquanto elas ainda estão nas paradas de sucesso.
Dance Central Spotlight foi lançado oficialmente no dia 2 de setembro de 2014; ao contrário das outras versões da série, o jogo foi lançado exclusivamente por download. O jogo de início inclui 10 músicas; novas canções para o jogo serão lançadas quase semanalmente por um período de tempo "substancial".

## Lista de Músicas

### Ínicio
As seguintes 10 músicas estão presentes no jogo:
| Música         | Artista                     | Ano de lançamento |
| -------------- | --------------------------- | ----------------- |
| #thatPOWER     | will.i.am ft. Justin Bieber | 2013              |
| Counting Stars | OneRepublic                 | 2013              |
| Diamond        | Rihanna                     | 2011              |
| Happy          | Pharrell Williams           | 2013              |
| I Wish         | Cher Lloyd ft. T.I.         | 2011              |
| Royals         | Lorde                       | 2013              |
| Show Me        | Kid Ink ft. Chris Brown     | 2013              |
| Talk Dirty     | Jason Derulo ft. 2 Chainz   | 2014              |
| Titanium       | David Guetta ft. Sia        | 2013              |
| You Make Me    | Avicii                      | 2013              |

### Conteúdo para download
As seguintes novas músicas foram lançadas para Dance Central Spotlight:
| Música                                                     | Artista                                                        | Década | Data de lançamento     |
| ---------------------------------------------------------- | -------------------------------------------------------------- | ------ | ---------------------- |
| A Little Respect                                           | Erasure                                                        | 1980s  | 2 de Setembro de 2014  |
| Ain't It Fun                                               | Paramore                                                       | 2010s  | 2 de Setembro de 2014  |
| All of Me (Tiësto's Birthday Treatment Remix [Radio Edit]) | John Legend                                                    | 2010s  | 2 de Setembro de 2014  |
| Am I Wrong                                                 | Nico & Vinz                                                    | 2010s  | 2 de Setembro de 2014  |
| Anaconda                                                   | Nicki Minaj                                                    | 2010s  | 18 de Novembro de 2014 |
| Animals                                                    | Maroon 5                                                       | 2010s  | 25 de Novembro de 2014 |
| Applause                                                   | Lady Gaga                                                      | 2010s  | 2 de Setembro de 2014  |
| As Long As You Love Me                                     | Justin Bieber ft. Big Sean                                     | 2010s  | 7 de Outubro de 2014   |
| Bailando                                                   | Enrique Iglesias ft. Sean Paul, Descemer Bueno & Gente de Zona | 2010s  | 2 de Setembro de 2014  |
| Bang Bang                                                  | Jessie J, Ariana Grande & Nicki Minaj                          | 2010s  | 14 de Outubro de 2014  |
| Black Widow                                                | Iggy Azalea ft. Rita Ora                                       | 2010s  | 7 de Outubro de 2014   |
| Blurred Lines                                              | Robin Thicke ft. T.I. & Pharrell                               | 2010s  | 25 de Novembro de 2014 |
| Burn                                                       | Ellie Goulding                                                 | 2010s  | 14 de Outubro de 2014  |
| Can't Hold Us                                              | Macklemore & Ryan Lewis ft. Ray Dalton                         | 2010s  | 25 de Novembro de 2014 |
| Chandelier                                                 | Sia                                                            | 2010s  | 4 de Novembro de 2014  |
| Come & Get It                                              | Selena Gomez                                                   | 2010s  | 2 de Setembro de 2014  |
| Creep                                                      | TLC                                                            | 1990s  | 2 de Setembro de 2014  |
| Don't Tell 'Em                                             | Jeremih ft. YG                                                 | 2010s  | 2 de Dezembro de 2014  |
| Fancy                                                      | Iggy Azalea ft. Charli XCX                                     | 2010s  | 7 de Outubro de 2014   |
| Heart Attack                                               | Demi Lovato                                                    | 2010s  | 2 de Setembro de 2014  |
| Here Comes the Hotstepper                                  | Ini Kamoze                                                     | 1990s  | 2 de Setembro de 2014  |
| I Cry                                                      | Flo Rida                                                       | 2010s  | 21 de Outubro de 2014  |
| All Night                                                  | Icona Pop                                                      | 2010s  | 2 de Setembro de 2014  |
| I Need Your Love                                           | Calvin Harris ft. Ellie Goulding                               | 2010s  | 2 de Setembro de 2014  |
| Latch                                                      | Disclosure ft. Sam Smith                                       | 2010s  | 23 de Setembro de 2014 |
| Move                                                       | Little Mix                                                     | 2010s  | 2 de Setembro de 2014  |
| Little Talks                                               | Of Monsters and Men                                            | 2010s  | 2 de Setembro de 2014  |
| Locked Out Of Heaven                                       | Bruno Mars                                                     | 2010s  | 16 de Dezembro de 2014 |
| Love Runs Out                                              | OneRepublic                                                    | 2010s  | 11 de Novembro de 2014 |
| Love Shack                                                 | The B-52s                                                      | 1980s  | 2 de Setembro de 2014  |
| Maps                                                       | Maroon 5                                                       | 2010s  | 2 de Setembro de 2014  |
| Next to Me                                                 | Emeli Sandé                                                    | 2010s  | 2 de Setembro de 2014  |
| One More Night                                             | Maroon 5                                                       | 2010s  | 2 de Setembro de 2014  |
| Pompeii                                                    | Bastille                                                       | 2010s  | 2 de Setembro de 2014  |
| Problem                                                    | Ariana Grande ft. Iggy Azalea                                  | 2010s  | 2 de Setembro de 2014  |
| Raise Your Glass                                           | P!nk                                                           | 2010s  | 30 de Dezembro de 2014 |
| Salute                                                     | Little Mix Ft. Pitbull                                         | 2010s  | 23 de Dezembro de 2014 |
| Safe and Sound                                             | Capital Cities                                                 | 2010s  | 2 de Setembro de 2014  |
| Scream & Shout                                             | will.i.am ft. Britney Spears                                   | 2010s  | 2 de Setembro de 2014  |
| Somebody That I Used to Know                               | Gotye ft. Kimbra                                               | 2010s  | 9 de Dezembro de 2014  |
| Little Me                                                  | Little Mix                                                     | 2010s  | 23 de Dezembro de 2014 |
| Summer                                                     | Calvin Harris                                                  | 2010s  | 2 de Setembro de 2014  |
| Summertime Sadness (Cedric Gervais Remix)                  | Lana Del Rey                                                   | 2010s  | 2 de Setembro de 2014  |
| Take On Me                                                 | a-ha                                                           | 1980s  | 2 de Setembro de 2014  |
| The Way                                                    | Ariana Grande ft. Mac Miller                                   | 2010s  | 16 de Setembro de 2014 |
| Turn Down For What                                         | DJ Snake & Lil Jon                                             | 2010s  | 2 de Setembro de 2014  |
| Turn Me On                                                 | David Guetta ft. Nicki Minaj                                   | 2010s  | 9 de Dezembro de 2014  |

### Conteúdos antigos para download
Conteúdo para download a partir de jogos anteriores do Dance Central são re-lançados progressivamente em pacotes; Antigas músicas compradas anteriormente no Xbox 360 (DLC) podem ser baixadas novamente no ‘’Spotlight’’ gratuitamente.
| Música                                          | Artista                                 | Década | Lançada originalmento para |
| ----------------------------------------------- | --------------------------------------- | ------ | -------------------------- |
| Airplanes                                       | B.o.B. ft. Hayley Williams              | 2010s  | Dance Central 3            |
| Alejandro                                       | Lady Gaga                               | 2000s  | Dance Central 3            |
| All Around The World                            | Justin Bieber ft. Ludacris              | 2010s  | Dance Central 3            |
| Beauty And A Beat                               | Justin Bieber ft. Nicki Minaj           | 2010s  | Dance Central 3            |
| Because Of You                                  | Ne-Yo                                   | 2000s  | Dance Central              |
| Call Me Maybe                                   | Carly Rae Jepsen                        | 2010s  | Dance Central 3            |
| Closer                                          | Ne-Yo                                   | 2000s  | Dance Central 2            |
| Commander                                       | Kelly Rowland ft. David Guetta          | 2010s  | Dance Central 2            |
| Control                                         | Janet Jackson                           | 1980s  | Dance Central              |
| D.A.N.C.E.                                      | Justice                                 | 2000s  | Dance Central              |
| Disturbia                                       | Rihanna                                 | 2000s  | Dance Central              |
| Don't Cha                                       | The Pussycat Dolls ft. Busta Rhymes     | 2000s  | Dance Central              |
| Don't Touch Me (Throw Da Water On 'Em)          | Busta Rhymes                            | 2000s  | Dance Central 2            |
| Escapade                                        | Janet Jackson                           | 1980s  | Dance Central 2            |
| Euphoria                                        | Usher                                   | 2010s  | Dance Central 3            |
| Fergalicious                                    | Fergie ft. will.i.am                    | 2000s  | Dance Central              |
| Forget You                                      | Cee Lo Green                            | 2010s  | Dance Central 2            |
| Gangnam Style                                   | PSY                                     | 2010s  | Dance Central 3            |
| Get Busy                                        | Sean Paul                               | 2000s  | Dance Central              |
| Get It Shawty                                   | Lloyd                                   | 2000s  | Dance Central              |
| Get Up (I Feel Like Being a) Sex Machine, Pt. 1 | James Brown                             | 1970s  | Dance Central              |
| Girls & Boys                                    | Blur                                    | 1990s  | Dance Central              |
| Give Me Everything                              | Pitbull ft. Ne-Yo, Afrojack & Nayer     | 2010s  | Dance Central 2            |
| Glad You Came                                   | The Wanted                              | 2010s  | Dance Central 3            |
| Heard 'Em All                                   | Amerie                                  | 2000s  | Dance Central              |
| Hey Baby (Drop It to the Floor)                 | Pitbull ft. T-Pain                      | 2010s  | Dance Central 2            |
| Hollaback Girl                                  | Gwen Stefani                            | 2000s  | Dance Central              |
| Hot In Herre                                    | Nelly                                   | 2000s  | Dance Central 2            |
| I Got You Dancing                               | Lady Sovereign                          | 2000s  | Dance Central              |
| I Gotta Feeling                                 | The Black Eyed Peas                     | 2000s  | Dance Central              |
| International Love                              | Pitbull ft. Chris Brown                 | 2010s  | Dance Central 3            |
| La La Land                                      | Demi Lovato                             | 2000s  | Dance Central 2            |
| Lapdance                                        | N.E.R.D. ft. Lee Harvey and Vita        | 2000s  | Dance Central              |
| Le Freak                                        | Chic                                    | 1970s  | Dance Central              |
| Let It Roll                                     | Flo Rida                                | 2010s  | Dance Central 3            |
| Lights                                          | Ellie Goulding                          | 2010s  | Dance Central 3            |
| London Bridge                                   | Fergie                                  | 2000s  | Dance Central 3            |
| Low                                             | Flo Rida                                | 2000s  | Dance Central 2            |
| Marry the Night                                 | Lady Gaga                               | 2010s  | Dance Central 2            |
| Nasty                                           | Janet Jackson                           | 1980s  | Dance Central 2            |
| Never Say Never                                 | Justin Bieber ft. Jaden Smith           | 2010s  | Dance Central 2            |
| Only Girl (In the World)                        | Rihanna                                 | 2010s  | Dance Central 2            |
| Paparazzi                                       | Lady Gaga                               | 2000s  | Dance Central 3            |
| Party Rock Anthem                               | LMFAO ft. Lauren Bennett & GoonRock     | 2010s  | Dance Central 2            |
| Planet Rock (Original 12" Version)              | Afrika Bambaataa & The Soul Sonic Force | 1980s  | Dance Central              |
| Promiscuous                                     | Nelly Furtado ft. Timbaland             | 2000s  | Dance Central 2            |
| Round & Round                                   | Selena Gomez & The Scene                | 2010s  | Dance Central 2            |
| SOS                                             | Rihanna                                 | 2000s  | Dance Central 3            |
| S&M                                             | Rihanna                                 | 2010s  | Dance Central 2            |
| Say Ahh                                         | Trey Songz                              | 2010s  | Dance Central              |
| Say Hey (I Love You)                            | Michael Franti & Spearhead              | 2000s  | Dance Central 2            |
| Sorry for Party Rocking                         | LMFAO                                   | 2010s  | Dance Central 3            |
| Take Care                                       | Rihanna ft. Drake                       | 2010s  | Dance Central 3            |
| Temperature                                     | Sean Paul                               | 2000s  | Dance Central 2            |
| The Edge of Glory                               | Lady Gaga                               | 2010s  | Dance Central 2            |
| Turnin Me On                                    | Keri Hilson                             | 2000s  | Dance Central              |
| Twisted                                         | Usher ft. Pharrell                      | 2010s  | Dance Central 3            |
| Umbrella                                        | Rihanna ft. Jay-Z                       | 2000s  | Dance Central 3            |
| Wings                                           | Little Mix                              | 2010s  | Dance Central 3            |
| We Run This                                     | Missy Elliot                            | 2000s  | Dance Central              |
| Weapon of Choice                                | Fatboy Slim                             | 2000s  | Dance Central              |
| What's My Name?                                 | Rihanna ft. Drake                       | 2010s  | Dance Central 2            |
| Whip It                                         | Nicki Minaj                             | 2010s  | Dance Central 3            |
| Yeah 3x                                         | Chris Brown                             | 2010s  | Dance Central 2            |